# Portret Federica da Montefeltro i jego żony, Battisty Sforzy

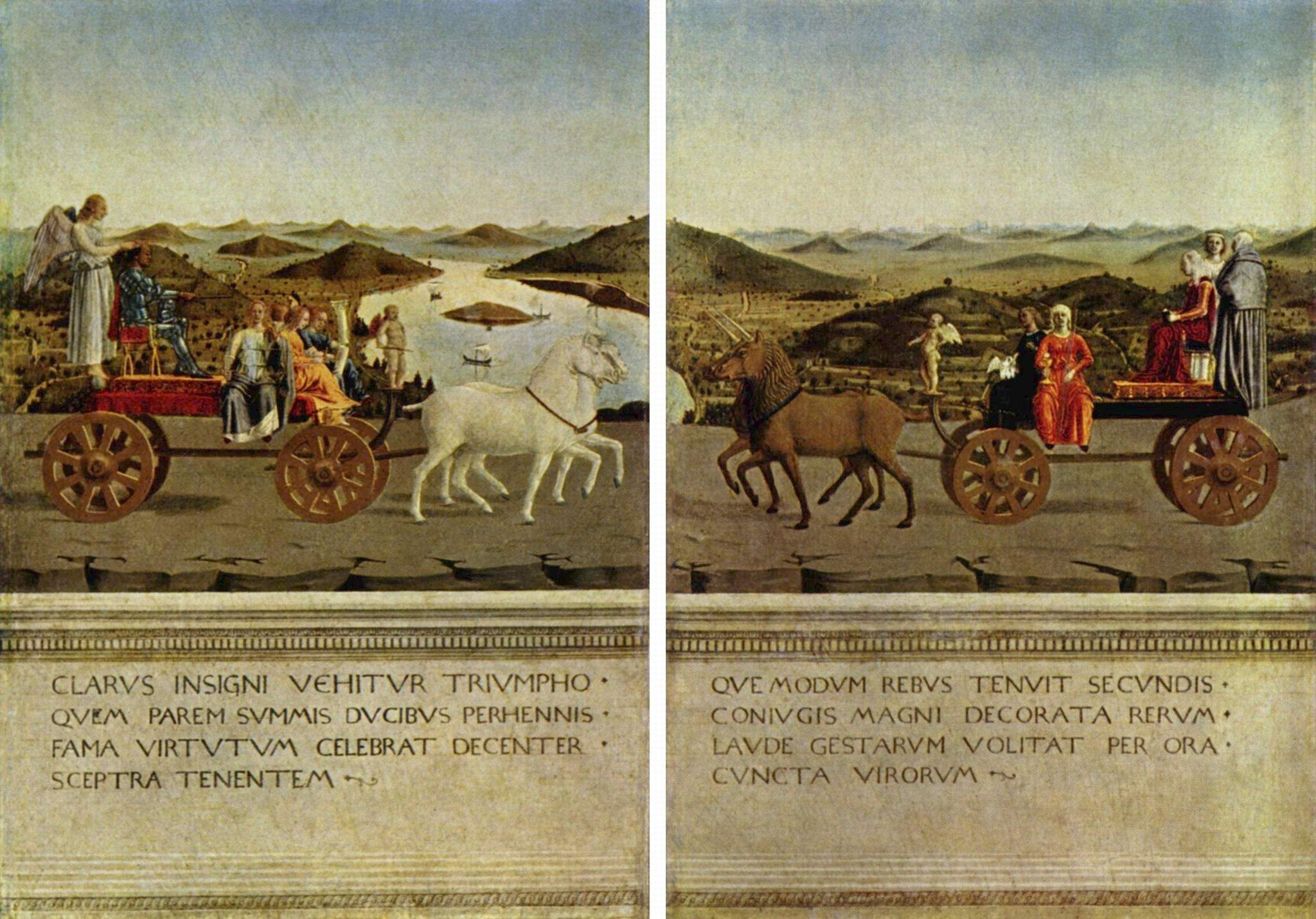
Rewersy tablic.

Portrety Montefeltrów, też Portret Federica da Montefeltro i jego żony, Battisty Sforzy (wł. Doppio ritratto dei duchi di Urbino) – dyptyk portretowy namalowany przez renesansowego artystę Piera della Francesca w latach 1465–1470. Obecnie znajduje się w Galerii Uffizi we Florencji.

## Opis obrazu
Twarz mężczyzny jest żywa i pełna energii, podczas gdy rysy twarzy kobiety są uogólnione (najprawdopodobniej był to portret pośmiertny). Artysta skupia uwagę widza na ubiorze postaci i klejnotach. Piero della Francesca poprzez ujęcia z profilu nawiązuje do tradycyjnego włoskiego portretu.
Obrazy cechuje realizm oraz pejzaże w tle:
- u kobiety: ziemia – symbol przemijania,
- u mężczyzny: woda – odwieczny symbol życia.

Na odwrocie obrazów namalowane są alegoryczne triumfy obojga małżonków.